# VAZ-2101 (自動車)
VAZ-2101（ヴァース-2101、露: ВАЗ-2101）は、旧ソビエト連邦の自動車メーカー、ヴォルガ自動車工場（後のアフトヴァース）により1970年から1989年にかけて製造・販売されたセダン型の小型乗用車である。フィアット・124ベルリーナのライセンス生産車であり、同社初の製造・販売車種となる。後に本車を基に、いわゆるクラシックシリーズと呼ばれる6車種（大まかに、厳密には44車種）が誕生し、2012年9月17日まで製造ラインで製造された。
1972年5月、本車の製造を受け、アフトヴァースは国際賞「ゴールデン・マーキュリー賞」を受賞した。また2000年、自動車雑誌「ザ・ルールム」が実施したロシア全域を対象とした世論調査の結果、本車は20世紀最高の国産車に選ばれた。
1970年4月19日から1989年にかけての間、本車は些細な変更は加えられたものの、デザインは殆ど変えずに484万6900台が生産された。
本項では便宜上、ステーションワゴン型の「VAZ-2102」についても記述する。

## 車名の由来
「VAZ-○○○○」は言わば型式の様な物であり、正式名称である「ジグリ」という車名は、デザイナーであるA.M.チェルニーにより提案された物であり、由来は製造工場のあるトリヤッチの対岸に位置するヴォルガ川右岸の山塊、ジグリ山塊である。1967年初頭にアフトヴァースのV.N.ポリアコフ所長により承認された。
なお、VAZ-2101には時代により様々な愛称が存在しており、 当初は「ワン」、「ゼロファースト」、「ジグリ」と親しまれたが、製造・販売終了後の1980年代後期はその圧倒的に安価な価格設定から補助通貨になぞらえ「コペイカ」とも親しまれた。

## 歴史
1966年8月16日、モスクワにおいてイタリアの自動車メーカー、フィアットとヴネシュトルグとの間で、乗用車開発における科学技術協力に関する一般協定が締結される。その一環として、ソビエト連邦における自動車工場建設プロジェクトが承認された。この合意により、製造・販売される車種も決定され、セダン（本車）とステーションワゴン（VAZ-2102、後述参照）、高級仕様であるセダン（VAZ-2103）である。これは当時の共産党党首とフィアットの会長との仲が良好であった故に実現したと言える。プロトタイプは1967年度ヨーロッパ・カー・オブ・ザ・イヤーを受賞したフィアット・124に決定された。開発当初は「ラーダ」の名称で呼称されており、本来はロシア語で「愛しの恋人」と言った意味であったが、現在はアフトヴァースのブランド名（ラーダ）として使用される為、「ロシアの車」と言った意味が主流となる。
1966年夏、ソビエト連邦の専門家はイタリア車に精通し始める。ドミトロフスキー試験場での試験では、フィアット・124はボディと後輪ディスクブレーキの耐久性に深刻な問題を抱える事が明らかとなった。最低地上高が低く設定されており、牽引ラグも用意されておらず、加えてボディシェルは頑丈な鋼鉄で設計されたもののひび割れを起こし、ソビエト連邦及び東側諸国における不整地の運転の際における問題があったのである。ソビエト連邦の技術者は、ボトムシャフトにも不満を抱いていた。これらの意見は全て、フィアット側のデザイナーにより考慮された。
結果、本車はフィアット・124からブレーキ（後輪ディスクブレーキ→アルミ製ドラムブレーキ）、サスペンション（前軸改良、後軸リアクションチューブ→5本リアクションロッド）、カルダントランスミッション（オープンシャフト追加）、クラッチ（改良）、トランスミッション（シンクロナイザー改良）、エンジン（フィアット製→NAMI製）に変更が加えられた。
本車は、高級仕様であるフィアット・124S（VAZ-2103）と統一性を持たせる為、いくつか工夫が施されている。例としては、怪我を為難く工夫したドアハンドル、外付けのバックミラー等である。これらの工夫は合計800箇所以上施されており、本家本元であるフィアット・124ベルリーナにおいても最終型でこの仕様が124R（Russiaの意）として販売された。
初期型はシベリアにおける寒冷地によるバッテリー上昇の対処としてスターティング・ハンドルが装備されたが、廃止された。また、寒冷地における運転支援としては、手動式補助燃料ポンプも装備された。
なお、比較的簡素な設計であったため「壊れやすくも修理しやすい」という評価が多数であった。

### 製造
1970年4月19日、最初の6台が製造され、同年8月、製造ラインの常用運転が開始され、年末にかけてトリヤッチにおいて2万1,530台が製造された。1971年、製造台数は17万2,175台へ増加し、ピーク時である1973年、製造能力は66万0,000台へ到達し、製造台数は37万9,007台へ到達し、同年12月21日、販売台数は100万台に到達した。1974年、製造工場が設計容量に到達し、販売台数は150万台に到達した。
本車の部品製造（鋼種、プラスチック、潤滑油、ゴム）には、ソビエト連邦における新たな技術基準の習得が必要であった。これにより、設計者はソビエト連邦のGOST規格では無く、イタリア側の方式に沿っての製造が許可された。
その為、初期型にはフィアットやその他、他国企業（バコニー、ウェーバー、スターズ、チガラ＆ベルティネッティ等）のブランド製品が見受けられる。例としては、フロントワイパーアームは当初マニエッティ・マレリ製であり、盗難防止装置付イグニッションロック、ビデオトン・RD-3602ラジオ、フロントワイパーモーターはハンガリー製であった。
なお、やがて本車の部品の多数が大量製造される様になり、他国製部品は国産製品へと代替される事となった。同社向け部品の製造はDAAZ、SAAZ、LAAZ、オートデバイス、オートノーマル、バラコボレノテクニカ等多数の部品製造会社においても製造された。
なお、本車（VAZ-21011も含む）は後継車種であるVAZ-2105の大量製造に伴い、1983年に製造終了となり、改良型であるVAZ-21013のみが継続製造されるも此方も1988年に製造終了となった。この間、本車及び改良型は合計484万6,900台が製造された。

### 輸出
西側諸国にも広く輸出されたが、フィアットとのライセンス契約では、フィアットの利益率の高いイタリア市場での販売が禁じられており、加えてフィアット・124ベルリーナと競合する市場での販売も禁じられた。なお、フィアット・124ベルリーナの廃止後、後継車種であるフィアット・131ミラフィオーリが登場した1974年から西ヨーロッパ市場へ輸出が開始された。それから1989年にかけてラーダ・1200、ラーダ・1300、ラーダ・1200S、ラーダ・2101の車名で販売され、低価格の「飾り気のない車」として位置付けられる。イギリス市場では1974年5月に979ポンドで発売され、1983年の後継車種であるリーヴァの登場まで販売された。また、本車はイギリス市場において販売された初のラーダ車となる。

## VAZ-2102
1971年にフィアット・124ファミリアーレのライセンス生産車としてVAZ-2102が登場。
内部機関などの基本設計もVAZ-2101と共通。ソ連ではVAZ-2101と同じく「ジグリ」の名で販売されたが、型式がVAZ-2102であることから「ドヴォイカ」の愛称で呼ばれた。
輸出仕様は「コンビ」の名で販売された。
VAZ-2101との相違点としては、テールランプの形状が異なる。積載量は250 kg。後部座席はフラットにする事が可能で、貨物輸送も可能に設計された。
1971年から1986年にかけて、合計67万台が生産された。

## バリエーション

### VAZ-2101
- VAZ-2101（1970年 - 1982年）
- VAZ-21011（1974年 - 1981年）
- VAZ-21012（時期不明）
- VAZ-21013（1977年 - 1988年）
- VAZ-21014（時期不明）
- VAZ-21016（1976年 - 1981年）
- VAZ-21018（1978年）
- VAZ-21019（1983年頃）

### VAZ-2102
- VAZ-2102（1971年 - 1986年）
- VAZ-21021（1974年 - 1985年）
- VAZ-21023（1973年 - 1985年）

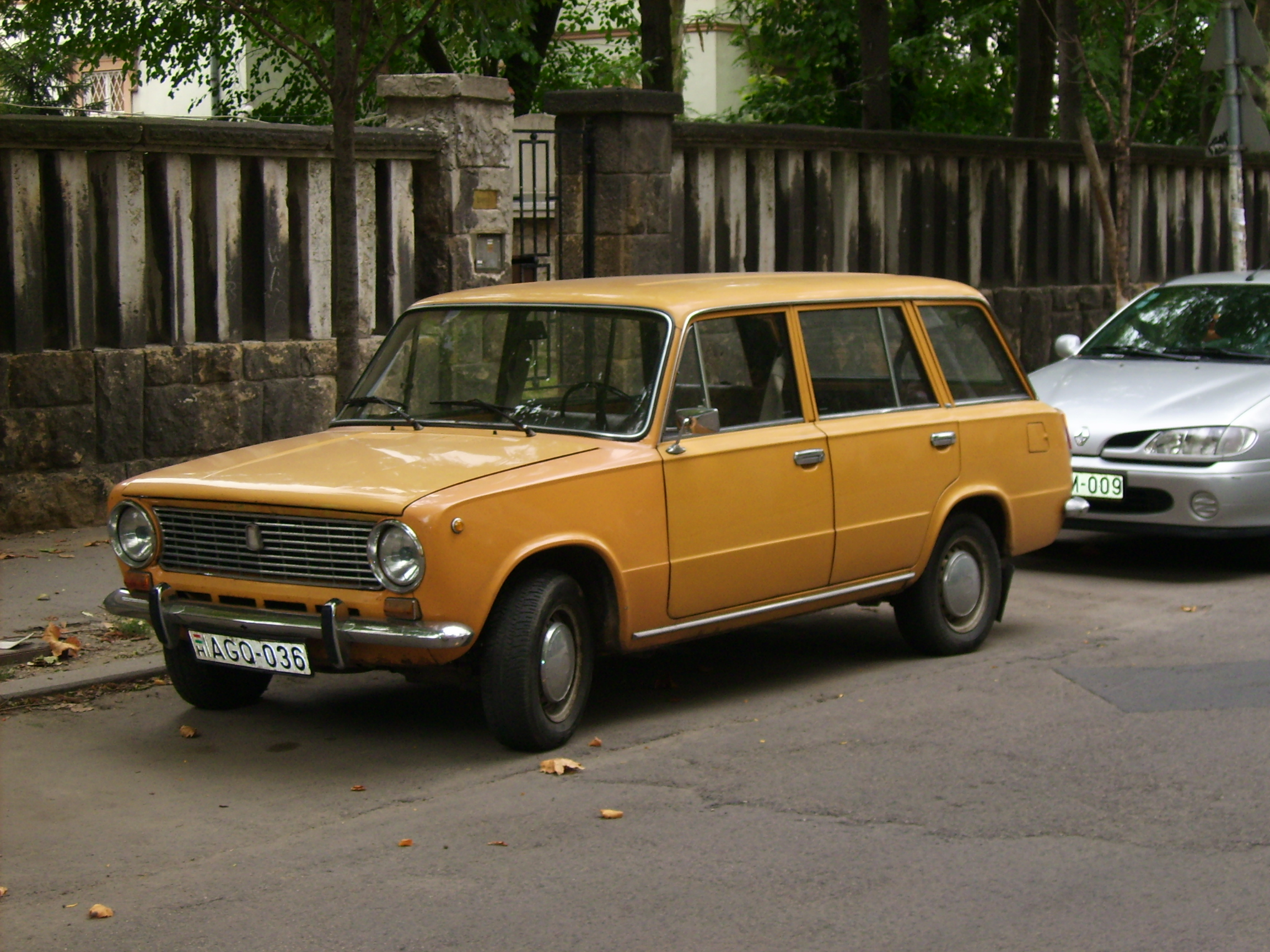
VAZ-2101ベースのステーションワゴン、VAZ-2102

## 登場作品

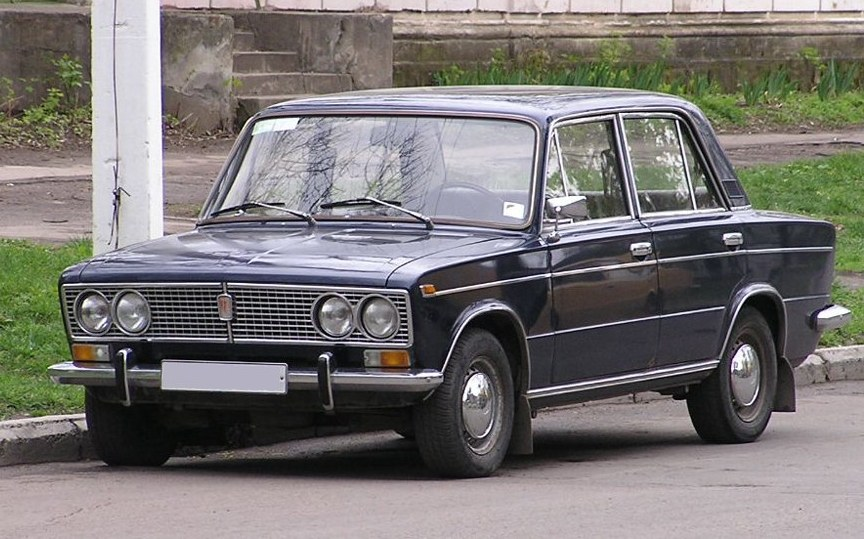
VAZ-2101ベースの高級車、VAZ-2103

- 1971年 - 幸運の紳士たち（ロシア語：Джентльмены удачи）